# Cal Torelló (Sanaüja)
Cal Torelló és un edifici del municipi de Sanaüja (Segarra) que forma part de l'Inventari del Patrimoni Arquitectònic de Catalunya.

## Descripció
És una casa situada a un dels carrers principals del municipi, de planta rectangular i grans dimensions, estructurada amb planta baixa i dues plantes superiors, realitzada amb paredat amb estucat en fred superficial, el qual pretén imitar carreus regulars, i la presència de carreus de pedra regulars a l'emmarcament de portes i finestres.

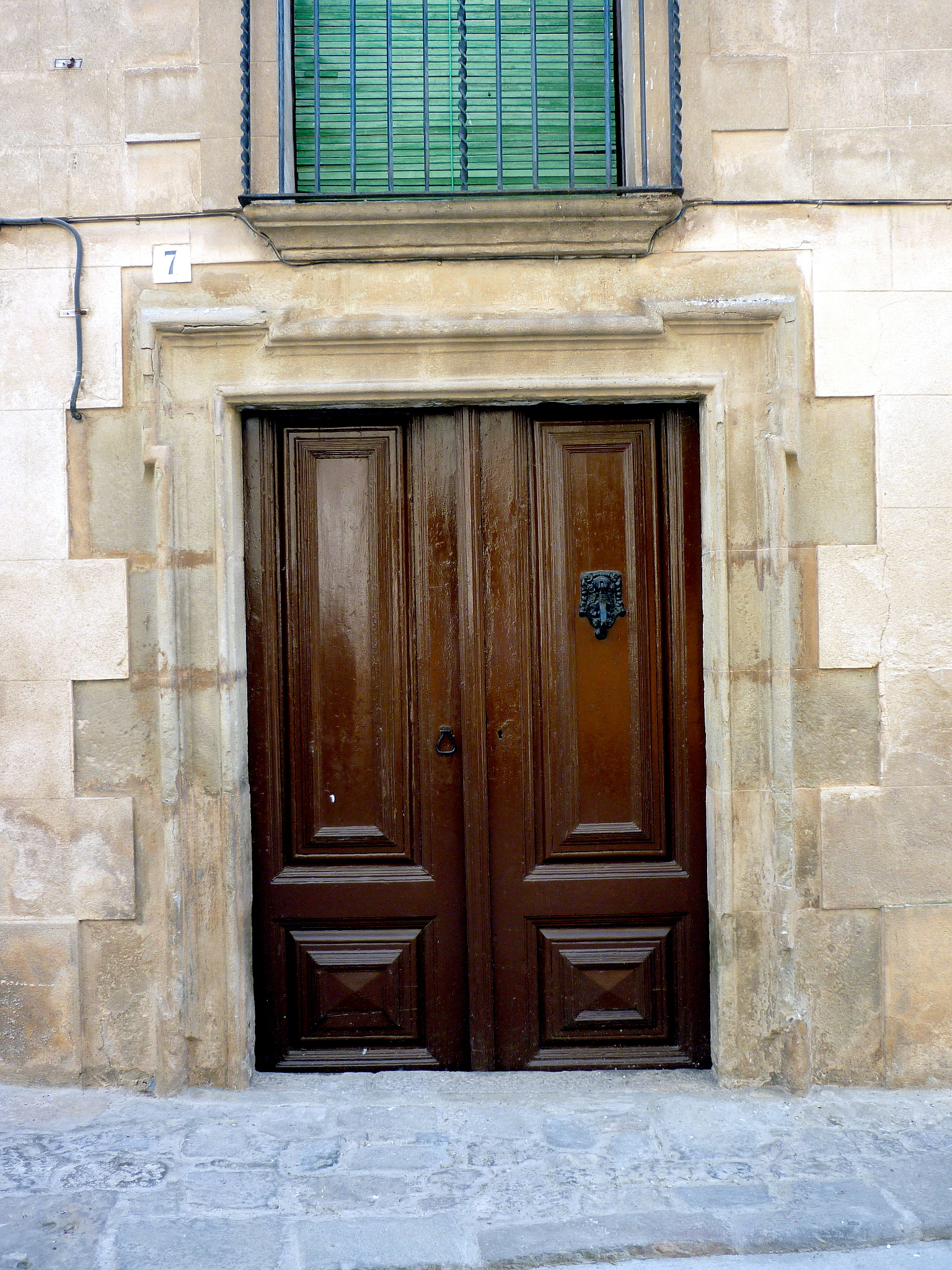
Portada

La planta baixa està formada per quatre obertures, destacant la situada més a la dreta que correspon a la porta principal d'accés de Cal Manlleu. De les altres tres portes, la que està situada al centre és la principal, formada per un emmarcament de pedra motllurada amb la cara superior inclinada, les altres portes estan realitzades amb llinda superior i carreus regulars als brancals.
A la primera planta trobem quatre obertures, col·locades simètricament amb les obertures inferiors, tres de les quals en forma de balcó amb llosana de pedra i llinda superior i una finestra de mitjanes dimensions situada més a la dreta de la façana.
La segona planta presenta tres finestres de mitjanes dimensions amb llinda superior, i una gran obertura, a la dreta, d'arc de mig punt sobre imposta formant una galeria coberta.

## Història
En aquesta casa va néixer l'any 1809 el científic Joan Agell i Torrents, catedràtic de química i rector de la Universitat de Barcelona, i director de l'Escola Industrial.